# Persone di nome Raúl
| Questa pagina contiene informazioni ricavate automaticamente dalle voci biografiche con l'ausilio del template Bio e di un bot. L'aggiornamento è periodico e automatico e ricostruisce completamente la pagina. Se manca una persona in questa lista, sei pregato di non aggiungerla, ma accertati piuttosto che la sua voce biografica contenga il template Bio e che i dati anagrafici siano correttamente compilati. Se il template Bio manca, inseriscilo tu stesso o, in alternativa, metti l'avviso {{tmp\|Bio}} che ne segnala la mancanza. Se i dati riportati sono sbagliati, correggi direttamente la voce biografica; le modifiche saranno visibili in questa lista entro pochi giorni. Per chiarimenti vedi il progetto antroponimi. La lista contiene solo le 202 persone che sono citate nell'enciclopedia e per le quali è stato implementato correttamente il template Bio. Pagina aggiornata al 6 giu 2025. |

Questa è una lista di persone presenti nell'enciclopedia che hanno il nome Raúl, suddivise per attività principale.

## Allenatori di calcio(8)
- Raúl Amarilla, allenatore di calcio e ex calciatore paraguaiano (Luque, n. 1960)
- Raúl Cárdenas, allenatore di calcio e calciatore messicano (Città del Messico, n. 1928 - Cuernavaca, † 2016)
- Raúl González Triana, allenatore di calcio cubano (Cuba, n. 1968)
- Raúl Gutiérrez, allenatore di calcio e ex calciatore messicano (Città del Messico, n. 1966)
- Raúl Magaña, allenatore di calcio e calciatore salvadoregno (Santa Ana, n. 1940 - † 2009)
- Raúl Navarro, allenatore di calcio e ex calciatore paraguaiano (n. 1962)
- Raúl González Blanco, allenatore di calcio e ex calciatore spagnolo (Madrid, n. 1977)
- Raúl Riancho, allenatore di calcio spagnolo (Ontaneda, n. 1960)

## Allenatori di pallamano(1)
- Raúl Entrerríos, allenatore di pallamano e ex pallamanista spagnolo (Gijón, n. 1981)

## Allenatori di pallavolo(1)
- Raúl Lozano, allenatore di pallavolo argentino (La Plata, n. 1956)

## Allenatori di tennis(1)
- Raúl Viver, allenatore di tennis e ex tennista ecuadoriano (Guayaquil, n. 1961)

## Altisti(1)
- Raúl Spank, altista tedesco (Dresda, n. 1988)

## Arbitri di calcio(1)
- Raúl Orosco, arbitro di calcio boliviano (n. 1979)

## Arcivescovi cattolici(3)
- Raúl Biord Castillo, arcivescovo cattolico venezuelano (Caracas, n. 1962)
- Raúl Gómez González, arcivescovo cattolico messicano (Capilla de Guadalupe, n. 1954)
- Raúl Martín, arcivescovo cattolico argentino (Buenos Aires, n. 1957)

## Attori(10)
- Raúl de Anda, attore, regista e produttore cinematografico messicano (Città del Messico, n. 1908 - Città del Messico, † 1997)
- Raúl Araiza, attore messicano (Città del Messico, n. 1964)
- Raúl Arévalo, attore, regista e sceneggiatore spagnolo (Móstoles, n. 1979)
- Raúl Cano, attore, cantante e comico spagnolo (Madrid, n. 1971)
- Raúl Castillo, attore e drammaturgo statunitense (McAllen, n. 1977)
- Raúl Esparza, attore e cantante statunitense (Wilmington, n. 1970)
- Milo Quesada, attore argentino (Buenos Aires, n. 1930 - Madrid, † 2012)
- Raúl Juliá, attore portoricano (San Juan, n. 1940 - Manhasset, † 1994)
- Raul Peña, attore e cantante spagnolo (Madrid, n. 1977)
- Raúl Richter, attore, doppiatore e conduttore televisivo tedesco (Berlino, n. 1987)

## Cantanti(1)
- Raúl Shaw Moreno, cantante e compositore boliviano (Oruro, n. 1923 - Buenos Aires, † 2003)

## Cantautori(1)
- Rauw Alejandro, cantautore e rapper portoricano (San Juan, n. 1993)

## Cardinali(3)
- Raúl Primatesta, cardinale e arcivescovo cattolico argentino (Capilla del Señor, n. 1919 - Córdoba, † 2006)
- Raúl Silva Henríquez, cardinale e arcivescovo cattolico cileno (Talca, n. 1907 - Santiago del Cile, † 1999)
- Raúl Eduardo Vela Chiriboga, cardinale e arcivescovo cattolico ecuadoriano (Riobamba, n. 1934 - Quito, † 2020)

## Cavalieri(1)
- Raúl Campero, cavaliere messicano (n. 1919 - † 1980)

## Cestisti(16)
- Raúl Ballefín, cestista e allenatore di pallacanestro uruguaiano (Minas, n. 1923 - Montevideo, † 2013)
- Raúl Calvo, cestista e allenatore di pallacanestro argentino (Santa Fe, n. 1917 - † 1996)
- Raúl Cárdenas Zambrano, ex cestista, allenatore di pallacanestro e dirigente sportivo ecuadoriano (Guayaquil, n. 1982)
- Raúl Duarte, ex cestista peruviano (Piura, n. 1944)
- Raúl Dubois, ex cestista cubano (Santiago di Cuba, n. 1959)
- Raúl Fernández Robert, cestista messicano (Città del Messico, n. 1905 - Città del Messico, † 1982)
- Raúl García-Ordóñez, cestista cubano (Littleton, n. 1924 - Miami, † 2013)
- Raúl Guerrero, cestista ecuadoriano (n. 1924 - Guayaquil, † 1994)
- Raúl Guitart, cestista argentino (n. 1950 - La Plata, † 2011)
- Raúl Mena, ex cestista spagnolo (Madrid, n. 1982)
- Raúl Mera, ex cestista uruguaiano (Montevideo, n. 1936)
- Raúl Merlo, ex cestista argentino (Junín, n. 1967)
- Raúl Palma, ex cestista messicano (Hidalgo del Parral, n. 1950)
- Raúl Pérez Varela, cestista argentino (Buenos Aires, n. 1925)
- Raúl Pérez Ramos, ex cestista spagnolo (Carmona, n. 1968)
- Raúl Urra, cestista cileno (Santiago del Cile, n. 1930 - † 2014)

## Ciclisti su strada(2)
- Raúl Alcalá, ex ciclista su strada messicano (Monterrey, n. 1964)
- Raúl García Pierna, ciclista su strada e pistard spagnolo (Tres Cantos, n. 2001)

## Dirigenti sportivi(2)
- Raúl Diago, dirigente sportivo e ex pallavolista cubano (Matanzas, n. 1967)
- Raúl Quiroga, dirigente sportivo, allenatore di pallavolo e ex pallavolista argentino (n. 1962)

## Drammaturghi(1)
- Copi, drammaturgo, fumettista e scrittore argentino (Buenos Aires, n. 1939 - Parigi, † 1987)

## Economisti(1)
- Raúl Prebisch, economista argentino (San Miguel de Tucumán, n. 1901 - Santiago del Cile, † 1986)

## Generali(1)
- Raúl Isaías Baduel, generale e politico venezuelano (Las Mercedes, n. 1955 - Caracas, † 2021)

## Giocatori di baseball(2)
- Raúl Mondesí, ex giocatore di baseball e politico dominicano (San Cristóbal, n. 1971)
- Adalberto Mondesí, giocatore di baseball statunitense (Los Angeles, n. 1995)

## Giocatori di calcio a 5(2)
- Raúl Campos, giocatore di calcio a 5 spagnolo (Madrid, n. 1987)
- Raúl Gómez, giocatore di calcio a 5 spagnolo (Albacete, n. 1995)

## Giornalisti(1)
- Raúl Silva Castro, giornalista, critico letterario e scrittore cileno (Santiago del Cile, n. 1905 - Santiago del Cile, † 1970)

## Inventori(1)
- Raúl Pateras Pescara, inventore, imprenditore e aviatore argentino (Buenos Aires, n. 1890 - Parigi, † 1966)

## Lunghisti(1)
- Raúl Fernández, ex lunghista spagnolo (Brenes, n. 1978)

## Marciatori(1)
- Raúl González Rodríguez, ex marciatore messicano (China, n. 1952)

## Musicisti(1)
- Raúl Paz, musicista cubano (San Luis, n. 1969)

## Nuotatori(1)
- Raúl Guzmán, ex nuotatore messicano (Città del Messico, n. 1940)

## Pallamanisti(1)
- Raúl González, ex pallamanista e allenatore di pallamano spagnolo (Valladolid, n. 1970)

## Pallanuotisti(1)
- Raúl Castro Nilson, pallanuotista uruguaiano (Montevideo, n. 1919)

## Piloti motociclistici(2)
- Raúl Fernández, pilota motociclistico spagnolo (Madrid, n. 2000)
- Raúl Jara, pilota motociclistico spagnolo (Sant Boi de Llobregat, n. 1980)

## Pittori(1)
- Raúl Anguiano, pittore messicano (Guadalajara, n. 1915 - Città del Messico, † 2006)

## Poeti(2)
- Raúl González Tuñón, poeta argentino (Buenos Aires, n. 1905 - Buenos Aires, † 1974)
- Raúl Zurita, poeta cileno (Santiago del Cile, n. 1950)

## Politici(12)
- Raúl Ricardo Alfonsín, politico argentino (Chascomús, n. 1927 - Buenos Aires, † 2009)
- Raúl Héctor Castro, politico e diplomatico statunitense (Cananea, n. 1916 - San Diego, † 2015)
- Raúl Cubas Grau, politico paraguaiano (Asunción, n. 1943)
- Raúl Grijalva, politico statunitense (Tucson, n. 1948 - Tucson, † 2025)
- Raúl Labrador, politico statunitense (Carolina, n. 1967)
- Raúl Alberto Lastiri, politico argentino (Buenos Aires, n. 1915 - Buenos Aires, † 1978)
- Raúl Leoni, politico venezuelano (El Manteco, n. 1905 - New York, † 1972)
- Raúl Reyes, politico e guerrigliero colombiano (La Plata, n. 1948 - Santa Rosa de Yanamaru, † 2008)
- Raúl Roa García, politico cubano (L'Avana, n. 1907 - L'Avana, † 1982)
- Raul Roco, politico e avvocato filippino (Naga, n. 1941 - Quezon City, † 2005)
- Raúl Sendic Antonaccio, politico e rivoluzionario uruguaiano (Chamangá, n. 1925 - Parigi, † 1989)
- Raúl Sendic Rodríguez, politico uruguaiano (Paysandú, n. 1962)

## Pugili(4)
- Raúl González, ex pugile cubano (n. 1967)
- Raúl Landini, pugile argentino (Buenos Aires, n. 1909 - † 1988)
- Raúl Macías, pugile e attore messicano (Città del Messico, n. 1934 - Città del Messico, † 2009)
- Raúl Villarreal, pugile argentino (n. 1909)

## Registi(2)
- Raúl Ruiz, regista e sceneggiatore cileno (Puerto Montt, n. 1941 - Parigi, † 2011)
- Raúl de la Torre, regista e sceneggiatore argentino (Zárate, n. 1938 - Buenos Aires, † 2010)

## Rivoluzionari(1)
- Raúl Castro, rivoluzionario, politico e generale cubano (Birán, n. 1931)

## Rugbisti a 15(1)
- Raúl Pérez, ex rugbista a 15 e allenatore di rugby a 15 argentino (Buenos Aires, n. 1965)

## Scacchisti(1)
- Raúl Carlos Sanguineti, scacchista argentino (Paraná, n. 1933 - Buenos Aires, † 2000)

## Schermidori(5)
- Raúl Anganuzzi, schermidore argentino (n. 1906)
- Raúl Martínez, ex schermidore argentino (Córdoba, n. 1926)
- Raúl Peinador, ex schermidore spagnolo (Madrid, n. 1968)
- Raúl Perojo, schermidore cubano (n. 1974)
- Raúl Saucedo, schermidore argentino (Posadas, n. 1904 - Buenos Aires, † 1966)

## Scrittori(1)
- Raúl Argemí, scrittore argentino (La Plata, n. 1946)

## Storici(1)
- Raúl Porras Barrenechea, storico, diplomatico e politico peruviano (Pisco, n. 1897 - Lima, † 1960)

## Tennisti(1)
- Raúl Ramírez, ex tennista messicano (Ensenada, n. 1953)

## Wrestler(1)
- Cruz Del Toro, wrestler messicano (Córdoba, n. 1991)